# Polizei SV Elbing
Polizei SV Elbing (celým názvem: Polizeisportverein Elbing) byl německý policejní sportovní klub, který sídlil v pruském městě Elbing (dnešní Elbląg ve Varmijsko-mazurském vojvodství). Založen byl v roce 1924, zanikl v roce 1945 po sovětsko-polské anexi Pruska. Klubové barvy byly tmavě zelená a bílá.
Své domácí zápasy odehrával na stadionu Polizeiunterkunft Elbing.

## Historické názvy
- 1924 – SV Schutzpolizei Elbing (Sportvereinigung Schutzpolizei Elbing)
- 1930 – Polizei SV Elbing (Polizeisportverein Elbing)
- 1942 – SG OrPo Elbing (Sportgemeinschaft Ordnungspolizei Elbing)